# جف کورزون
جفری مید کورزون  (انگلیسی: Jeffrey "Jeff" Mead Kurzon) (زادهٔ ۱۹۷۶) سیاستمدار، مستقل ارمنی‌تبار اهل ایالات متحده آمریکا است. وی نامزد انتخابات ایالات متحده آمریکا در سال ۲۰۱۴ (میلادی) بود.

## زندگی‌نامه
وی در ۱۹۷۶ در به دنیا آمد و از دانشگاه مک‌گیل فارغ‌التحصیل گشت. 

### نتایج انتخابات
| حزب               | حزب                               | کاندیدا           | آرا   | %     |
| ----------------- | --------------------------------- | ----------------- | ----- | ----- |
|                   | حزب دموکرات (ایالات متحده آمریکا) | نیدیا ام. والسکس  | ۷٬۶۲۷ | ۸۰٫۹۵ |
|                   | حزب دموکرات (ایالات متحده آمریکا) | جفری ام. کورزون   | ۱٬۷۹۶ | ۱۹٫۰۵ |
| Total valid votes | Total valid votes                 | Total valid votes | ۹٬۴۲۳ | ۱۰۰٪  |

| حزب               | حزب                               | کاندیدا           | آرا    | %    |
| ----------------- | --------------------------------- | ----------------- | ------ | ---- |
|                   | حزب دموکرات (ایالات متحده آمریکا) | نیدیا ام. والسکس  | ۱۰٬۱۶۲ | ۶۲٫۱ |
|                   | حزب دموکرات (ایالات متحده آمریکا) | یانگمن لی         | ۴٬۴۷۹  | ۲۷٫۳ |
|                   | حزب دموکرات (ایالات متحده آمریکا) | جفری ام. کورزون   | ۱٬۷۹۶  | ۱۰٫۶ |
| Total valid votes | Total valid votes                 | Total valid votes | ۱۶٬۳۷۷ | ۱۰۰٪ |

در اکتبر ۲۰۲۱, کورزون به اندرو ینگ پیوست's Forward Party PAC team.